# Gajusz Popiliusz Laenas
Gajusz Popiliusz Laenas (łac. Caius Popilius Laenas) – rzymski polityk z plebejskiej rodziny Popiluszy (gens Popilia), senator i dwukrotny konsul. Jego aktywność przypadła na 1. poł. II wieku p.n.e.
Konsul z lat 172 i 158 p.n.e., wsławiony legacją (poselstwem) do Antiocha IV Epifanesa z roku 168 p.n.e. (opisana przez Liwiusza i Polibiusza Ab Urbe Condita XLV.12, Dzieje XXIX.27). 
W 169 p.n.e. Antioch władca Syrii odniósł znaczne zwycięstwo nad ptolemejskim Egiptem, w wyniku czego dokonał pewnych cesji terytorialnych. Rzymski Senat nie zaakceptował zmian, a w liście, który dostarczył Laenas, senatorzy domagali się od Seleukidy rezygnacji z jego cypryjskich i egipskich zdobyczy. Kiedy podczas spotkania na przedmieściach Aleksandrii król chciał się przywitać z posłami, Laenas bezceremonialnie wręczył mu zwój, po czym zakreśliwszy kijem okrąg dookoła jego osoby stwierdził, że władcy nie wolno wyjść poza granice koła, dopóki ten nie udzieli jasnej odpowiedzi. Zdeprymowany Antioch przystał na warunki Senatu. 
Był to jeden z najwyraźniejszych sygnałów zmiany stylu uprawiania rzymskiej polityki, postulowany już przez Katona. Zakładał on brutalne aneksje oraz upokarzanie przeciwników i był jednocześnie opozycyjny w stosunku do koncepcji dziel i rządź (łac. divide et impera) Scypiona Afrykańskiego.